# Sonam Dechen Wangchuck (sinh 1981)
Vương nữ Sonam Dechen Wangchuck (tiếng Dzongkha: བསོད་ནམས་བདེ་ཆེན་དབང་ཕྱུག; sinh ngày 5 tháng 8 năm 1981) là một thành viên của Vương thất Bhutan. Bà là con gái đầu của vua Jigme Singye Wangchuck cùng Vương thái hậu Dorji Wangmo và là người em cùng cha khác mẹ của vua Jigme Khesar Namgyel Wangchuck.

## Tiểu sử
Bà từng theo học cấp trung học cơ sở tại trường Luntenzampa, rồi học cấp trung học phổ thông tại trường trung học Yangchenphug và trường trung học Choate Rosemary Hall, thị trấn Wallingford, quận New Haven, bang Connecticut.
Bà tốt nghiệp cử nhân Quan hệ quốc tế tại Đại học Stanford (1999) và tốt nghiệp tiến sĩ Luật tại Trường Luật Harvard (2007). Bà từng kinh qua chức vụ Thư ký tòa án tại Tòa án cấp cao Hoàng gia Bhutan. Hiện tại bà là Chủ tịch Viện Pháp lý Quốc gia Bhutan (BNLI).

## Hôn nhân và gia đình
Bà và chồng mình - Dasho Phub W. Dorji, một người họ hàng xa của bà - kết hôn vào ngày 5 tháng 4 năm 2009 tại Cung điện Motithang. Ông Phub W. Dorji là con trai của Dasho Zepon Wangchuck - một cựu tu sĩ, kiến trúc sư trưởng, quản lý dự án tại tu viện Takchu Gompa, thung lũng Haa - và bà Ugyen Dolma, người làng Gaselo, huyện Wangdue Phodrang. Ông Phub W. Dorji từng tốt nghiệp cử nhân Quản trị kinh doanh và kinh tế tại Đại học George Washington và tốt nghiệp tiến sĩ Chính sách công tại Đại học Georgetown, thủ đô Washington, D.C., Hoa Kỳ. Đề tài khóa luận tốt nghiệp của ông là "Đánh giá tác động của hai yếu tố là thu nhập và giáo dục đến sự nhận dạng Đảng của cá nhân tại Hoa Kỳ". Ông từng đứng đầu kỳ thi tuyển công chức tại Bhutan vào năm 2004 và sau đó công tác tại Bộ Tài chính Bhutan. Ông từng là giám đốc Ngân hàng Bhutan.
Bà và chồng có với nhau hai người con:
- Dasho Jigje Singye Wangchuck, sinh ngày 3 tháng 12, 2009 (15 tuổi)[7][8][9][10]
- Dasho Jigme Jigten Wangchuck, sinh ngày 23 tháng 8, 2013 (11 tuổi)

Jigme Jigten Wangchuck, người con út của bà, được đức Je Khenpo thứ 70 của Bhutan - hòa thượng Trulku Jigme Chhoedra - công nhận là hóa thân của một vị dịch giả vĩ đại mang tên Vairotsana.

## Bảo trợ
- Thành viên Ban giám đốc Quỹ Tarayana (Tarayana Foundation)[13]

## Các chuyến thăm chính thức
- Nhật Bản – ngày 24 tháng 10 năm 2017[14]
- Nhật Bản – ngày 3 tháng 10 năm 2022[15]